# Chrysaperda
Chrysaperda är ett släkte av skalbaggar. Chrysaperda ingår i familjen långhorningar.
Kladogram enligt Catalogue of Life:
| Chrysaperda | \| \| Chrysaperda circumcincta \| \| \| \| \| \| Chrysaperda collaris \| \| \| \| \| \| Chrysaperda metallica \| \| \| \| |
|             | \| \| Chrysaperda circumcincta \| \| \| \| \| \| Chrysaperda collaris \| \| \| \| \| \| Chrysaperda metallica \| \| \| \| |
|             | Chrysaperda circumcincta                                                                                                  |
|             | |
|             | Chrysaperda collaris |
|             | |
|             | Chrysaperda metallica |
|             | |